# Microsoft Lumia 950

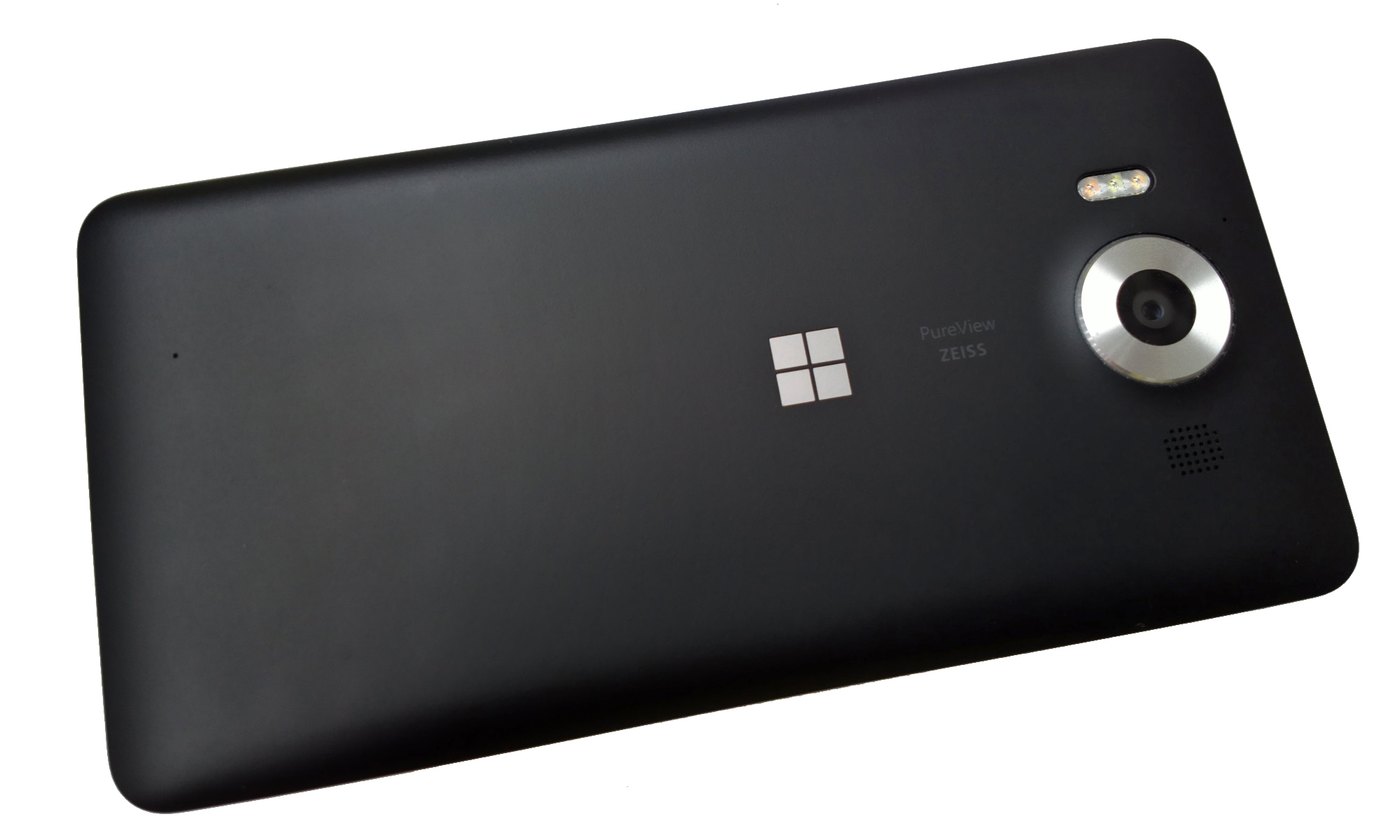
Retro di Microsoft Lumia 950

Il Microsoft Lumia 950 è uno smartphone di fascia alta prodotto dalla Microsoft che fa parte della serie Lumia, successore del Nokia Lumia 930. Inaugura la serie x50 della gamma Lumia insieme al Microsoft Lumia 950 XL, al Microsoft Lumia 650 e al Microsoft Lumia 550.
Presentato a New York il 6 ottobre del 2015, è uscito sul mercato nel novembre 2015, disponibile nei colori bianco e nero opaco.
Il Lumia 950 è il primo smartphone della gamma Lumia ad essere equipaggiato con Windows 10 Mobile, ad avere 3 GB di memoria RAM, una memoria da 32 GB espandibili fino a 200 GB, una risoluzione QHD e l'ingresso USB di tipo C. Supporta la funzione Continuum di Windows 10. Monta una fotocamera da 20 megapixel con 6 lenti ZEISS e stabilizzatore ottico dell'immagine.

## Problemi segnalati
Appena uscito sul mercato il telefono presentava problemi con la connettività Wi-Fi.
Cortana produceva un'eco notevole durante le chiamate vocali.
(I problemi segnalati sono stati risolti con i successivi aggiornamenti firmware di Microsoft)